# Igreja Matriz de Nossa Senhora da Conceição (Vila do Bispo)
A Igreja Matriz de Nossa Senhora da Conceição, também conhecida como Igreja Matriz de Vila do Bispo ou Igreja de Nossa Senhora da Conceição, é o principal monumento religioso na localidade da Vila do Bispo, na região do Algarve, em Portugal. A igreja integra-se no estilo barroco, destacando-se a fachada principal setecentista, a torre sineira, os azulejos, e o retábulo da capela-mor com talha dourada também do século XVIII.

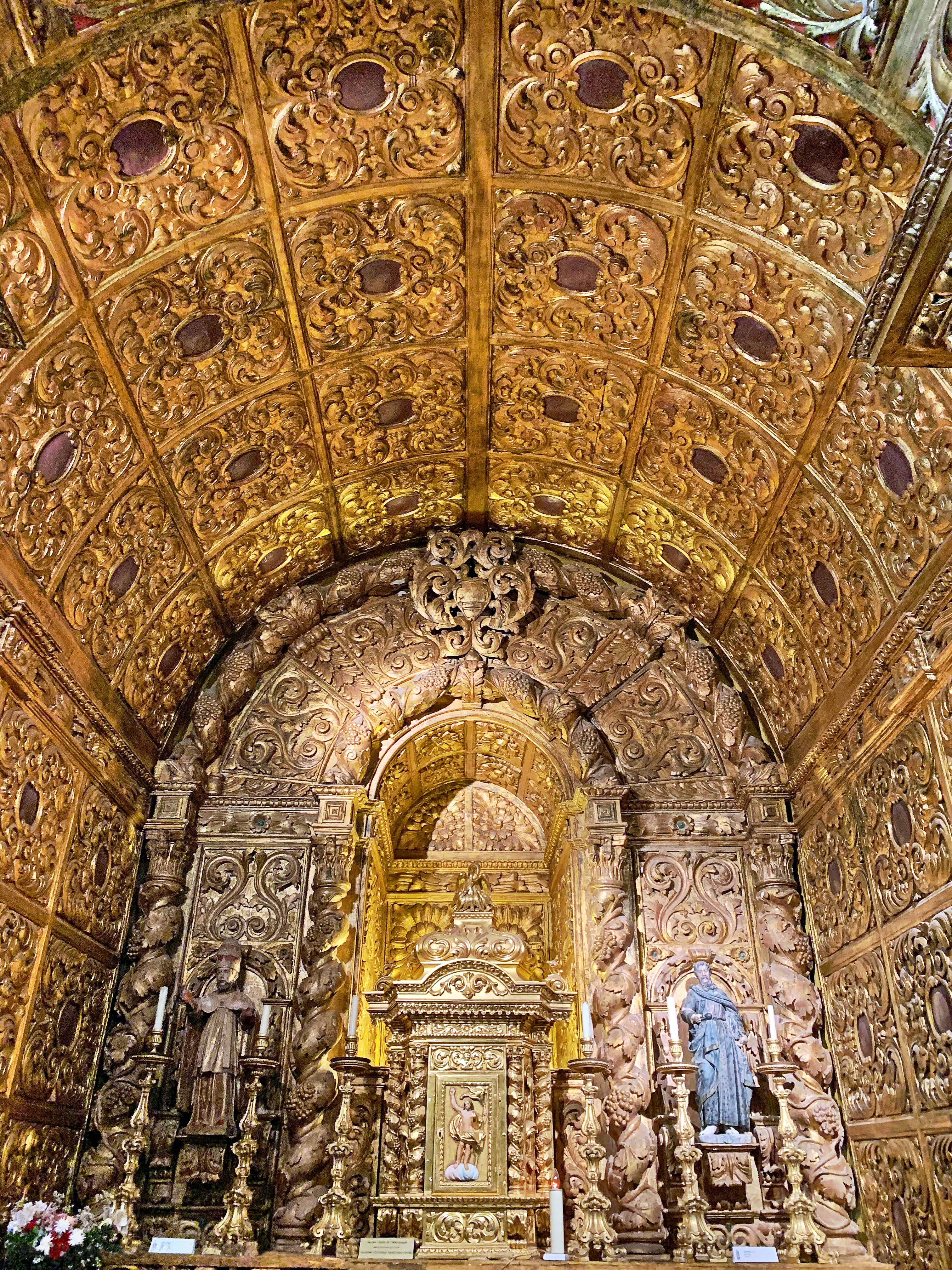
Vista de uma das capelas laterais, profusamente revestida a talha dourada.

## Descrição
A igreja é dedicada a Nossa Senhora da Conceição. Situa-se na Praça da República, na localidade de Vila do Bispo. É considerada como um dos melhores exemplos do estilo barroco no Barlavento Algarvio, e o mais importante monumento religioso da época moderna naquela região. A traça do imóvel já não é a original, devido às várias obras que foram feitas ao longo da sua história, embora ainda mantenha alguns elementos seiscentistas e setecentistas.
A fachada principal apresenta uma traça típica do século XVIII, sendo de pano único ladeado por pilares-cunhais, rematados por pináculos. O portal principal, de verga recta, tem uma moldura com frontão no topo, encimado por um óculo quadrilobado. A fachada termina num frontão de forma circular, com um grande cornijamento, e um entablamento decorado com volutas em contracurva, sendo o conjunto encimado por uma cruz axial. Adossados à igreja estão dois anexos, sendo o Sul correspondente à sacristia, enquanto no Norte foi instalado um pólo museológico. No lado Sul do edifício encontra-se a torre sineira, de secção quadrangular, com dois registos divididos na fachada por frisos, e arcarias sineiras em volta perfeita. Os cunhais em cantaria são rematados por pináculos, sendo a torre encimada por uma pirâmide central.
O interior da igreja destaca-se pela sua riqueza decorativa, no estilo barroco do século XVIII. É composto por uma só nave longitudinal, com baptistério, duas capelas consagradas ao Senhor dos Passos e a Nossa Senhora do Monte do Carmo, e um altar dedicado a São Vicente. Também existe um retábulo dedicado a São José, onde foi utilizada uma fórmula semelhante à do retábulo principal. As paredes da nave são cobertas por azulejos em tons azuis, com desenhos de jarros e golfinhos. A cobertura é composta por caixotões de madeira em três lanços, pintados com motivos vegetalistas, em brutesco acântico, e espirituais, tendo originalmente um brasão de armas de Portugal no centro. A capela-mor é de planta rectangular e tem cobertura em abóbada de berço, pintada igualmente com motivos de acantos, e com uma representação da santa padroeira. Está separada da nave por um arco triunfal, a pleno centro. O retábulo está decorado com talha dourada setencentista, e possui uma estátua quinhentista de Nossa Senhora da Conceição. É composto por banco, sotobanco e corpo único, e tem só um tramo, ladeado por colunas pseudo-salomónicas e pilastras, suportando um ático composto por dois arcos plenos no estilo salomónico e duas arquivoltas, todos com sete raios, e com uma cartela no centro. A tribuna é de grandes dimensões, com um trono em degraus, de forma piramidal. A sua abóbada está decorada de forma semelhante à da capela-mor. As três capelas no interior são todas rematadas por arco de volta perfeita, e possuem retábulos com talha dourada joanina.
O retábulo da Capela de Nossa Senhora do Carmo apresenta uma planta plana, de corpo único dividido em três tramos, com quatro colunas no estilo pseudo-salomónico. No centro encontra-se a tribuna com sacrário, e nos espaços laterais entre as colunas situam-se nichos com imagens de vulto perfeito, suportadas por mísulas. O ático é circunscrito por dois arcos plenos, de traça salomónica, divididos por dois raios, e com uma cartela central. A decoração em talha dourada continua ao longo do intradorso e abrange igualmente a entrada da capela, com pedestais, duas pilastras, e um arco de volta perfeita marcado por uma carteia central, ostentando o brasão carmelita. O retábulo da outra capela lateral também é de planta plana, e possui um banco e corpo único, estando igualmente organizado em três tramos com quatro colunas no estilo pseudo-salomónico, tendo no centro um nicho para uma imagem de vulto perfeito. O ático é delimitado por dois arcos plenos, também de feição salomónica, com dois raios e uma carteia no centro. O revestimento em talha dourada continua igualmente pelo intradorso até à entrada da capela, que possui quatro pilastras e um arco de volta perfeita, sendo este conjunto encimado por um entablamento.
Na sacristia encontra-se um arcaz seiscentista, coroado por um calvário, várias imagens do século XVIII, e dois painéis quinhentistas com retratos dos apóstolos São Pedro e São Paulo. O museu expôe várias alfaias religiosas, paramentos e diversos vestígios arqueológicos, sendo de especial interesse duas imagens quinhentistas de Nossa Senhora.

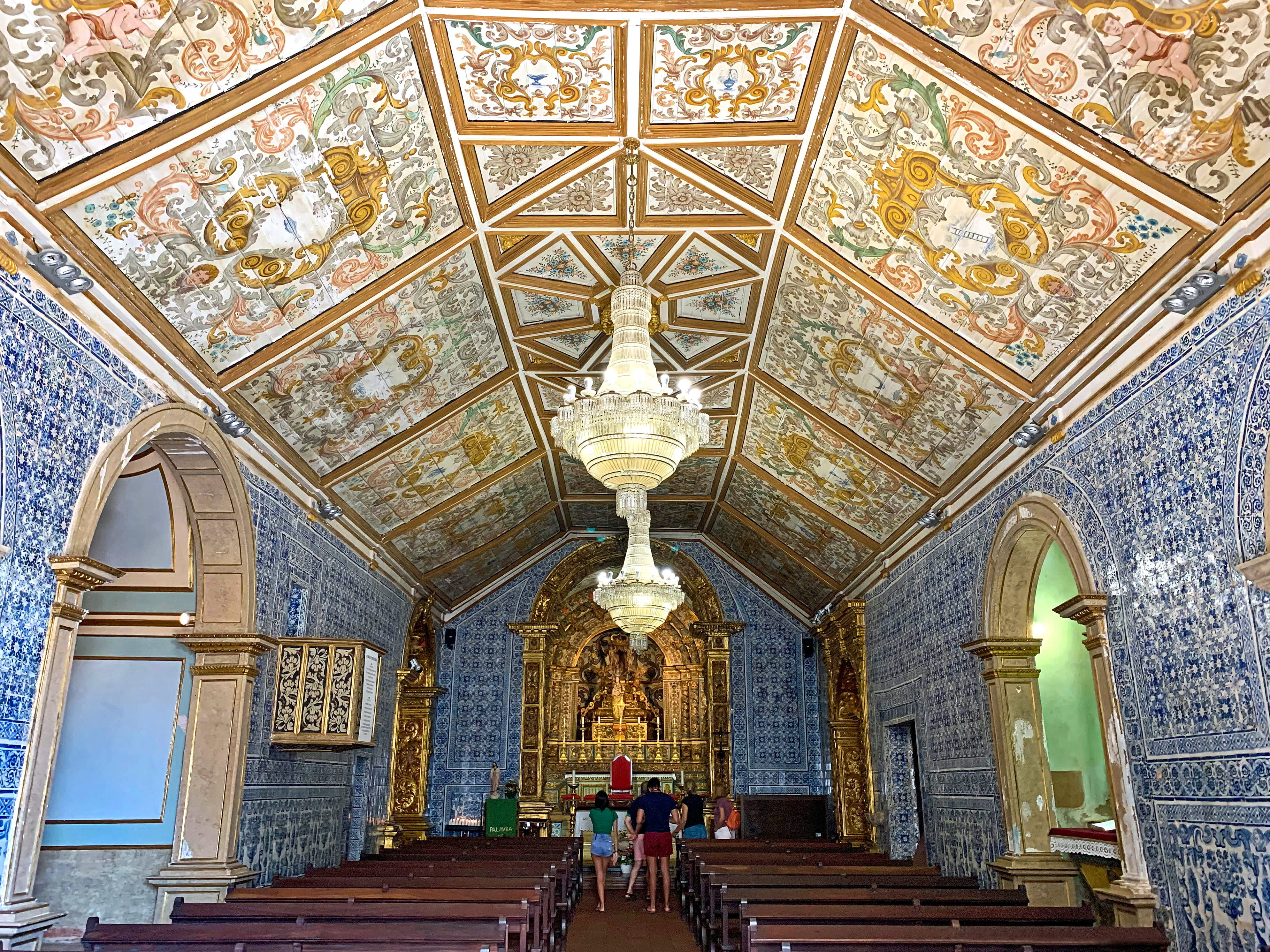
Nave da igreja.

## História
Não se conhece ao certo qual foi a data de construção da igreja, embora nos inícios do período quinhentista já existam referências à sua presença, tendo provavelmente sido construída entre os finais do século XV e os princípios do XVI. Em 1534 foram feitas grandes obras no edifício, e nos princípios do século foi elaborada a estátua de Nossa Senhora da Conceição, no altar-mor. A igreja terá sido totalmente reconstruída no século XVII, na sequência da elevação da localidade à categoria de vila, por uma carta régia de 6 de Agosto de 1663, de D. Afonso VI. O edifício conheceu depois algumas intervenções no século XVIII, tendo os azulejos na nave sido instalados na primeira metade daquela centúria, enquanto que a fachada principal também poderá ter sido concluída durante aquele período, embora o coroamento só foi provavelmente terminado após o Sismo de 1755. A torre sineira também poderá ser da época setecentista. Segundo os registos paroquiais, as talhas douradas foram executadas em 1726.
Na obra Corografia do Reino do Algarve, publicada em 1841 por João Baptista da Silva Lopes, a igreja é descrita como «em bom estado; tem huma custodia preciosa, e ricas alfaias». Na obra Portugal antigo e moderno, de 1873, Pinho Leal refere que «As festas principaes que n'ella se celebram são a da padroeira, N. S. da Conceição, no dia 8 de dezembro, e a de S. Vicente no dia 22 de janeiro». O edifício foi classificado como Imóvel de Interesse Público pelo Decreto n.º 42:007, de 6 de Dezembro de 1958, com o nome de Igreja Matriz de Vila do Bispo. Nesse ano o altar desta igreja foi colocado na Capela de Santo António, em Budens. Por volta de 1960, foi alvo de obras de restauro por parte da Direcção-Geral dos Edifícios e Monumentos Nacionais. A igreja foi danificada pelo Sismo de 1969.

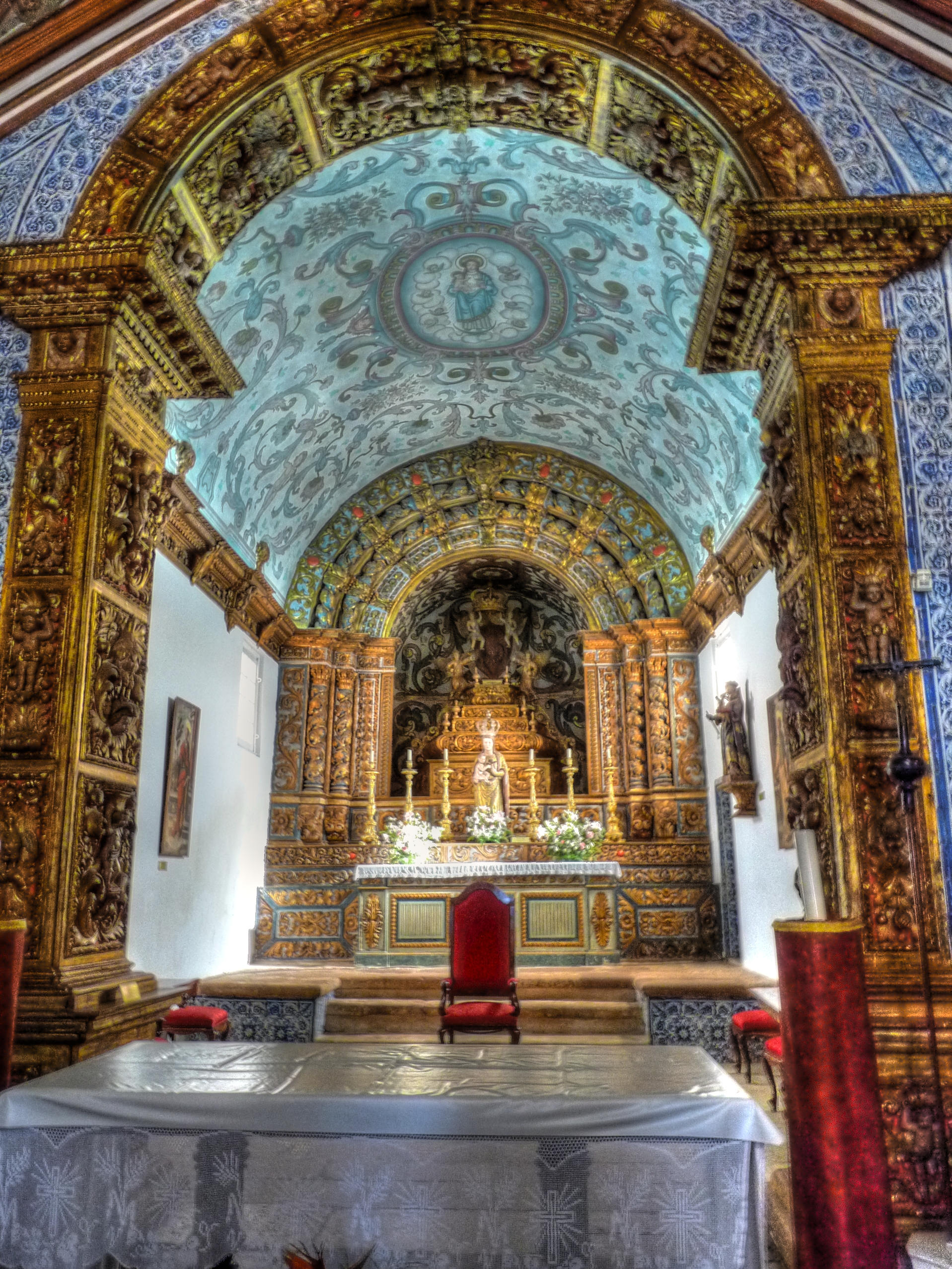
Vista do altar-mor.

## Leitura recomendada
- «A Igreja Matriz de Vila do Bispo». Boletim da Direcção Geral dos Edifícios e Monumentos Nacionais (107). Porto. 1962
- Vilas e Aldeias do Algarve Rural 2ª ed. Faro: Globalgarve/Alcance/In Loco/Vicentina. 2003. 171 páginas. ISBN 972-8152-27-2